# Elisabetta Vignotto
Elisabetta Vignotto (ur. 13 stycznia 1954 w San Donà di Piave, Włochy) – włoska piłkarka, grająca na pozycji napastnika.

## Kariera piłkarska

### Kariera klubowa
W 1970 rozpoczęła karierę piłkarską w drużynie Gommagomma. Potem występowała w klubach Real Juventus, Gamma 3 Padova, Valdobbiadene, Bologna, ACF Gorgonzola, Piacenza ACF, Roma i Friulvini Pordenone. W 1988 przeniosła się do Reggiany, w którym zakończyła karierę piłkarską w roku 1990.

### Kariera reprezentacyjna
W 1970 debiutowała w narodowej reprezentacji Włoch. Broniła barw kadry do 1989, rozegrała 109 meczów, zdobyła 102 bramki.

## Kariera menadżerska
Po zakończeniu kariery piłkarki rozpoczęła pracę menadżera. W 1993 została mianowana na stanowisko prezesa klubu Reggiana.

## Sukcesy i odznaczenia

### Sukcesy piłkarskie
Gommagomma, Real Juventus, Gamma 3 Padova, Reggiana
- mistrz Włoch: 1970, 1971, 1972, 1973, 1990
- zdobywca Pucharu Włoch: 1974, 1980

### Sukcesy indywidualne
- królowa strzelców Mistrzostw Włoch: 1971 (51 gol), 1972 (56 goli), 1973 (25 goli), 1974 (24 gole), 1980 (29 goli)